# Dasyprocta prymnolopha
El agutí de caderas negras  (Dasyprocta prymnolopha) es una especie de roedor de la familia Dasyproctidae.

## Distribución geográfica
Se encuentra en el noreste de Brasil.